# پیتر اسمسیرت
پیتر اسمسیرت (انگلیسی: Peter Smessaert; ۲۰ ژوئیهٔ ۱۹۰۸ – ۲۲ نوامبر ۲۰۰۰) دوچرخه‌سوار اهل ایالات متحده آمریکا بود. وی در بازی‌های المپیک تابستانی ۱۹۲۸ شرکت کرده است.